# 陈氏西蛩蠊
陈氏西蛩蠊（学名：Grylloblattella cheni）一种发现于中华人民共和国新疆维吾尔自治区北部布尔津县阿克库勒湖一带的蛩蠊目昆虫，隶属于蛩蠊科西蛩蠊属。

## 形态特征
正模标本雌虫全长14毫米，头部和胸部呈深橙棕色，腹部颜色较浅，密布短毛。